# Paprét (Sopron)
A Paprét (Pap rét vagy Paprét tér)  Sopron egyik tere a jelenlegi belvárosban az Ikva patak mentén. Középső, nagy része park, amely helyi jelentőségű természetvédelmi terület csakúgy, mint az Ikva partjának papréti szakasza is.

## Története
A Paprét – feltöltését megelőzően – mocsaras, vizenyős, nehezen átjárható terület volt, ami alacsony fekvésének és az Ikva patak közelségének volt köszönhető, s feltehetően ide folyt le a Kurucdomb nyugati-északnyugati oldalára hullott csapadékvíz is. A római kori Scarbantia (Sopron) is vélhetően eddig nyúlt kelet felé – a Paprét területén római kori fazekasműhelyek maradványait tárták fel régészek –, ahogyan a középkori városnak is fontos határterülete volt ez az áradmányos, pangóvizes rét, ami jellegénél fogva természetes védelmet is nyújtott a város számára keleti irányból. A középkori Sopron belső várfala körül húzódott várárok vize a mai Torna utcán (egykori Rozmaring utca) keresztül a Paprét felé vezetődött le. A várárok és az Ikva, illetve a mocsaras Paprét közötti városrész a belső külvároshoz tartozott, amit szintén fal határolt: ennek maradványai az Ikva partján, és a Paprét nyugati oldalán is megfigyelhetők.
Maga a rét 1832-ig, vagy 1833-ig a Szent Mihály-plébánia kaszálója, illetményföldje volt (német Pfarrwiese neve is erre utal), utána került a város gondozásába, majd a 19. század második felétől kezdve meg is indult a kiépülése, s déli és nyugati oldalára házak épültek. A rétet csak 1850-től nevezték Paprétnek, előtte egyéb nevek mellett Tornarétnek is hívták. 1950-től Ifjúság tér lett a neve, majd 1989-től újra Paprétnek nevezik.

## Flórája
A parkban álló közönséges platánokat 1866-ban vagy 1870-71-ben ültették, közülük azonban már néhány elpusztult. 1983-ban a legnagyobb példány 22 m magas és 130 cm törzsvastagságú volt.
A park faállománya, a platánokon kívül a kislevelű hárs és a korai juhar példányai, helyi védettséget élveznek. A papréti Ikva-parton a természetes patakparti vegetációban ugyancsak védelem alatt állnak idős fák: ezek a spirálfűz (Salix matsudana var. tortuosa vagy Salix matsudana ‘Tortuosa’), a kanadai nyár és a kislevelű hárs képviselői.

## Nevezetes épületei, építményei
A Paprét 27. szám alatt áll Magyarország első tornacsarnoka, ami 1867-ben vagy 1869-ben épült fel. A Paprét 26. számú épület 2012-ben ideiglenes műemléki védelem alatt állt; benne egykor Weiss József tulajdonában csokoládégyár működött. A Paprét 4. számú lakóház és műemléki környezete műemléki védelem alatt áll, ahogyan a Paprét 12-14. alatt található, 1891-ben megépült ortodox zsinagóga és műemléki környezete is. A zsinagóga közelében található a 2004-ben felavatott zsidó emlékmű, amit az 1944-ben Sopronból Auschwitzba deportált zsidók emlékére emeltek; az alkotást Kutas László szobrászművész készítette.

## További információ
- Csatkai Endre:  A soproni Paprét. (magyarul)  Soproni Hírlap,  XXIII. évf.  106–107. sz. (1936. máj. 8-9.)  CitPer-hiba: hibás dátum